# انجیل‌لی (آردانوچ)
انجیل‌لی (به ترکی استانبولی: İncilli) یک منطقهٔ مسکونی در ترکیه است که در آردانوچ واقع شده‌است. انجیل‌لی ۸۲ نفر جمعیت دارد.